# Рокафранка
Рокафра̀нка (на италиански: Roccafranca, на източноломбардски: Rocafrànca) е малко градче и община в Северна Италия, провинция Бреша, регион Ломбардия. Разположено е на 117 m надморска височина. Населението на общината е 4882 души (към 2013 г.).